# جيف جيبس
جيف جيبس (4 أغسطس 1980 بكولومبوس في الولايات المتحدة - ) (بالإنجليزية: Jeff Gibbs)‏ هو لاعب كرة سلة أمريكي في مركز هجوم قوي الجسم.

## وصلات خارجية
- جيف جيبس على موقع دوري كرة السلة الياباني للمحترفين (اليابانية)
- جيف جيبس على موقع كرة السلة الأوروبية.كوم (الإنجليزية)
- جيف جيبس على موقع ريلجم (الإنجليزية)
- جيف جيبس على موقع بروبوليرز (الإنجليزية)